# Delta Horologii
Delta Horologii (63 Horologii) é uma estrela na direção da constelação de Horologium. Possui uma ascensão reta de 04h 10m 50.43s e uma declinação de −41° 59′ 37.5″. Sua magnitude aparente é igual a 4.93. Considerando sua distância de 175 anos-luz em relação à Terra, sua magnitude absoluta é igual a 1.28. Pertence à classe espectral A9V.